# Hexatoma lopesi
Hexatoma lopesi är en tvåvingeart som beskrevs av Alexander 1942. Hexatoma lopesi ingår i släktet Hexatoma och familjen småharkrankar. Inga underarter finns listade i Catalogue of Life.